# Oleg Kisselev Kisseleva
Oleg Kisselev Kisseleva (* 2. August 1997 in Santander) ist ein spanischer Handballspieler.

## Vereinskarriere
Oleg Kisselev spielte ab 2015 für Helvetia Anaitasuna in der ersten spanischen Liga, der Liga Asobal. Mit Anaitasuna nahm der 1,98 m große linke Rückraumspieler auch am EHF-Pokal 2016/17 teil. 2017 wechselte er zum Zweitligisten Club Balonmano Nava, mit dem ihm 2019 der Aufstieg in die erste Liga gelang. Nach dem erfolgreichen Klassenerhalt in der Saison 2019/20 unterschrieb der Rechtshänder beim Ligakonkurrenten Ademar León, mit dem er an der EHF European League 2020/21 teilnahm. Ab 2021 lief er für den Erstligisten CB Ciudad de Logroño auf. Nach einer schweren Verletzung im März 2023 verließ er den Verein. Im Dezember 2023 kehrte Kisselev in die spanische erste Liga zurück und erhielt einen Vertrag bei Helvetia Anaitasuna.

## Auswahlmannschaften
Für die spanische Juniorennationalmannschaft bestritt Kisselev in den Jahren 2016 und 2017 zehn Länderspiele, in denen er neun Tore erzielte.

## Privates
Sein Vater Oleg Kisseljow wurde unter anderem mit dem Vereinten Team Handball-Olympiasieger 1992 in Barcelona sowie mit der russischen Nationalmannschaft Weltmeister 1993 und Europameister 1996.  Sein älterer Bruder Jaroslav (* 1991 in Astrachan) spielt ebenfalls in Spanien Handball.